# Retaule Ceràmic de Sant Francesc d'Asís (Suera)
Retaule ceràmic de Sant Francesc d'Assís, situat al carrer Raval, 8, en la façana principal, a nivell del primer pis, a mà dreta de la balconada, en la localitat de Suera, a la comarca de la Plana Baixa; és un retaule ceràmic catalogat, en la categoria de Ben Etnològic d'Interès Local, com Bé de Rellevància Local, segons la Disposició Addicional Cinquena de la Llei 5/2007, de 9 de febrer, de la Generalitat, de modificació de la Llei 4/1998, d'11 de juny, del Patrimoni Cultural Valencià (DOCV Núm. 5.449 / 13/02/2007), amb codi: 2.
El retaule és obra de Inocenci V. Pérez Guillin, i data de finals del segle XIX. El retaule està pintat amb pintura ceràmica policromada vidriada. En ell es presenta al sant amb el seu hàbit, de genolls, braços oberts, en el que es coneix com a acte de estigmació. Davant del sant es pot veure un serafí, entre núvols i resplendors, i d'ell surten uns rajos que van directes a mans, peus i costats del sant.
El paisatge en el qual s'enquadra l'escena deixa veure, al fons un ermitorio, i en primer pla, un llibre obert que es recolza sobre uns matolls per quedar a l'altura del sant. El retaule ho formen 12 peces ceràmiques regulars de 20x20 centímetres, donant lloc a un retaule de 60 x80 centímetres, que se situa ran de la paret.